# Irena Kalicka
Irena Kalicka (ur. 24 lutego 1936) – polska polityk, posłanka na Sejm PRL VIII kadencji.

## Życiorys
Uzyskała wykształcenie podstawowe. W 1980 uzyskała mandat posła na Sejm PRL VIII kadencji. Kandydowała w okręgu Olsztyn z ramienia Polskiej Zjednoczonej Partii Robotniczej. Zasiadała w Komisji Planu Gospodarczego, Budżetu i Finansów, Komisji Rolnictwa i Przemysłu Spożywczego oraz w Komisji Rolnictwa, Gospodarki Żywnościowej i Leśnictwa.